# Čas (sura)
Čas (arabsko Al-Asr) je 103. sura (poglavje) v Koranu, ki jo sestavlja 3 ajatov (verzov). Je meška sura.
Med opravljanjem molitve (salata oz. namaza) pri tej suri verniki opravijo 1 ruku' (priklon).